# Pick Up the Pieces
Singles de Average White Band
Put It Where You Want It
(1974) Cut the Cake
(1975)
Pick Up the Pieces est une chanson funk du groupe britannique Average White Band, parue dans le deuxième album du groupe, AWB. Elle est sortie le 26 juillet 1974 en tant que single. 
La paternité de la chanson revient au saxophoniste Roger Ball, membre fondateur du groupe, et au guitariste Hamish Stuart, individuellement, ainsi qu'à l'ensemble du groupe, collectivement. Il s'agit essentiellement d'une musique instrumentale, à l'exception du titre de la chanson qui est récité à plusieurs moments dans la chanson. 
C'est la chanson la plus connue et la plus vendue du groupe avec plus d'un million d'exemplaires écoulés aux États-Unis,,. Elle est certifiée disque d'or aux États-Unis et disque d'argent au Royaume-Uni,.

## Liste des titres
| A. | Pick Up the Pieces | 3:58 |
| B. | You Got It         | 3:05 |

## Crédits
Crédits provenant des notes de l'album AWB.
- Alan Gorrie – chœurs, basse
- Hamish Stuart – chœurs, guitare
- Roger Ball – claviers, saxophones alto et baryton
- Molly Duncan – saxophone ténor
- Onnie McIntyre – chœurs, guitare
- Robbie McIntosh – batterie, percussion

Musiciens complémentaires
- Ralph MacDonald – congas, percussion
- Michael Brecker – saxophone ténor
- Randy Brecker – trompette
- Marvin Stamm – trompette
- Mel Davis – trompette
- Glenn Ferris – trombone

Production
- Arif Mardin – producteur, mixage

## Classements et certifications
| Classement (1974–75)           | Meilleure position |
| ------------------------------ | ------------------ |
| Australie (Kent Music Report)  | 38                 |
| Canada (Top Singles)           | 4                  |
| États-Unis (Hot 100)           | 1                  |
| États-Unis (Hot Soul Singles)  | 5                  |
| États-Unis (Disco Action)      | 11                 |
| États-Unis (Cash Box Top 100)  | 1                  |
| Pays-Bas (Nationale Hitparade) | 49                 |
| Royaume-Uni (UK Singles Chart) | 6                  |

| Classement (1975)             | Position |
| ----------------------------- | -------- |
| Canada (RPM Top Singles)      | 44       |
| États-Unis (Hot 100)          | 21       |
| États-Unis (Hot Soul Singles) | 9        |
| États-Unis (Cash Box Top 100) | 4        |

### Certifications
| Région                                                                         | Certification | Ventes/Streams |
| ------------------------------------------------------------------------------ | ------------- | -------------- |
| États-Unis (RIAA)                                                              | Or            | 1 000 000^     |
| Royaume-Uni (BPI)                                                              | Argent        | 200 000‡       |
| ^Mise en rayon selon la certification ‡ventes/streaming selon la certification |               |                |